# Galilea (Mallorca)
Galilea és un poble del municipi de Puigpunyent (Mallorca). Està situat al vessant meridional del Puig de Galatzó, a la Serra de Tramuntana. El centre del poble està situat a 402 metres sobre el nivell del mar.

## Etimologia
El nom "Galilea" no apareix en documents fins al segle xvii, fet que desmenteix la teoria d'un origen medieval. La denominació probablement va ser atorgada pel prevere Lluc Cortei i Estassi, un dels principals propietaris de la zona i una figura influent en el desenvolupament del nucli. En aquest període, era habitual que nous assentaments rebessin noms d'origen bíblic o religiós, com passa amb altres indrets de Mallorca com Betlem (Artà) o Monti-sion (Porreres).

## Història
Té l'origen en la divisió de la possessió de Son Cortei (abans alqueria Albussani) el segle XVI entre els membres de la família Cortei. La part de la possessió quedarà inalterada mentre que el Rafal dels Cortei (avui Son Perdiu), que anava des d'aquí fins a la Mola (aleshores dita la Mola d'en Cortei) començarà un procés de parcel·lació i divisió que originarà el naixement del nucli. El 1685 sumaven ja 21 propietats i en el 1769, 80.
L'església del poble està dedicada a la Immaculada Concepció i és del 1810. Actualment al poble hi habiten 305 habitants (2009), però al segle xviii hi havia hagut fins a 448 veïns.
Altres dades històriques:
- 1788, es decideix construir-hi l'església, promoguda per Antoni Barceló i Pont de la Terra, Tinent General de l'Armada Reial i propietari de Conques. La construcció comença el 3 de desembre de 1806.[cal citació]
- 1924, arriba l'electricitat.[cal citació]
- 2008, s'hi inaugura la xarxa d'aigua potable i clavegueram.[cal citació]